# Espace communautaire Lons Agglomération
L'espace communautaire Lons Agglomération (ECLA), anciennement nommée communauté d'agglomération de Lons-le-Saunier, est une communauté d'agglomération française située dans le département du Jura, en Franche-Comté, dans la région administrative Bourgogne-Franche-Comté.
L'intercommunalité fait partie du pôle métropolitain Centre Franche-Comté.

## Historique
Le District du bassin lédonien est créé le 16 octobre 1992 et regroupe Chille, Courlans, Courlaoux, Lons-le-saunier, Montmorot, Perrigny et Trenal (7 membres).
Le 1er janvier 2000, il change de statut et devient la Communauté de Communes du Bassin de Lons-le-Saunier.
Entre 2000 et 2010, Courbouzon, Chilly le vignoble, Condamine, L’Étoile, Saint-Didier, Cesancey, Conliège, Frébuans, Messia-sur-Sorne, Pannessières, Revigny, Le Pin, Briod, Publy et Vevy intègrent la communauté de communes (22 membres).
Le 1er janvier 2012, elle change de statut et devient la communauté d'agglomération de Lons-le-Saunier. Villeneuve-sous-Pymont intègre la communauté d'agglomération en 2012 (23 membres). Mirebel et Verges intègrent la communauté d'agglomération en 2013 (25 membres).
Le 1er janvier 2016, Mirebel quitte la communauté d'agglomération du fait de sa fusion en commune nouvelle et intègre la communauté de communes des coteaux de la Haute Seille (24 membres).
Le 1er janvier 2017, la Communauté de communes du Val de Sorne (Bornay, Courbette, Geruge, Gevingey, Macornay, Moiron, Montaigu, Vernantois) fusionne avec ECLA. Le même jour, la commune de Trenal fusionne avec celle de Mallerey pour former une commune nouvelle et doit décider de son intercommunalité.
Le 1er janvier 2018, Courbette rejoint la Communauté de communes de la région d'Orgelet.
Le 1er janvier 2019, la commune de Baume-les-Messieurs rejoint ECLA.

## Territoire communautaire

### Composition
La communauté d'agglomération est composée des 32 communes suivantes :

| Nom                     | Code Insee | Gentilé        | Superficie (km2) | Population (dernière pop. légale) | Densité (hab./km2) |
| ----------------------- | ---------- | -------------- | ---------------- | --------------------------------- | ------------------ |
| Lons-le-Saunier (siège) | 39300      | Lédoniens      | 7,68             | 16 942 (2022)                     | 2 206              |
| Baume-les-Messieurs     | 39041      | Baumois        | 13,09            | 159 (2022)                        | 12                 |
| Bornay                  | 39066      |                | 6,76             | 182 (2022)                        | 27                 |
| Briod                   | 39079      | Brioulais      | 4,04             | 211 (2022)                        | 52                 |
| Cesancey                | 39088      | Cesançois      | 5,12             | 389 (2022)                        | 76                 |
| Chille                  | 39145      | Chillois       | 1,96             | 295 (2022)                        | 151                |
| Chilly-le-Vignoble      | 39146      | Chillois       | 3,07             | 598 (2022)                        | 195                |
| Condamine               | 39162      |                | 3,65             | 246 (2022)                        | 67                 |
| Conliège                | 39164      | Conliègeois    | 6,05             | 662 (2022)                        | 109                |
| Courbouzon              | 39169      | Courbouzonnais | 3,35             | 584 (2022)                        | 174                |
| Courlans                | 39170      | Courlanais     | 6,16             | 922 (2022)                        | 150                |
| Courlaoux               | 39171      | Corlavois      | 12,42            | 1 179 (2022)                      | 95                 |
| L'Étoile                | 39217      | Stelliens      | 6,13             | 573 (2022)                        | 93                 |
| Frébuans                | 39241      | Frébuanais     | 2,65             | 388 (2022)                        | 146                |
| Geruge                  | 39250      | Gerugeois      | 4,36             | 189 (2022)                        | 43                 |
| Gevingey                | 39251      | Gevingeois     | 5,9              | 441 (2022)                        | 75                 |
| Macornay                | 39306      | Macorneusiens  | 4,6              | 1 027 (2022)                      | 223                |
| Messia-sur-Sorne        | 39327      | Messornais     | 2,69             | 891 (2022)                        | 331                |
| Moiron                  | 39334      | Moironnais     | 1,85             | 133 (2022)                        | 72                 |
| Montaigu                | 39348      | Montacutains   | 7,1              | 421 (2022)                        | 59                 |
| Montmorot               | 39362      | Catharus       | 11,36            | 3 207 (2022)                      | 282                |
| Pannessières            | 39404      | Pannessièrois  | 5,35             | 448 (2022)                        | 84                 |
| Perrigny                | 39411      | Perrignois     | 8,89             | 1 535 (2022)                      | 173                |
| Le Pin                  | 39421      | Pinois         | 2,82             | 237 (2022)                        | 84                 |
| Publy                   | 39445      | Publicains     | 15,18            | 276 (2022)                        | 18                 |
| Revigny                 | 39458      | Revignois      | 6,51             | 236 (2022)                        | 36                 |
| Saint-Didier            | 39480      | San-Desiderois | 3,02             | 277 (2022)                        | 92                 |
| Trenal                  | 39537      | Trénaliens     | 9,54             | 471 (2022)                        | 49                 |
| Verges                  | 39550      | Vergeois       | 6,16             | 197 (2022)                        | 32                 |
| Vernantois              | 39552      | Vernantoisiens | 6,99             | 287 (2022)                        | 41                 |
| Vevy                    | 39558      | Vivissois      | 9,62             | 302 (2022)                        | 31                 |
| Villeneuve-sous-Pymont  | 39567      |                | 2,67             | 305 (2022)                        | 114                |

### Démographie
| 1968   | 1975   | 1982   | 1990   | 1999   | 2010   | 2015   | 2021   |
| ------ | ------ | ------ | ------ | ------ | ------ | ------ | ------ |
| 31 928 | 34 997 | 35 112 | 34 483 | 34 474 | 34 750 | 34 513 | 34 122 |

## Administration

### Siège
Le siège de la communauté d'agglomération est situé à Lons-le-Saunier.

### Les élus
Le conseil communautaire de la communauté d'agglomération se compose de 63 conseillers, représentant chacune des communes membres et élus pour une durée de six ans.
Ils sont répartis comme suit :
| Nombre de conseillers | Communes                                                  |
| --------------------- | --------------------------------------------------------- |
| 24                    | Lons-le-Saunier                                           |
| 4                     | Montmorot                                                 |
| 2                     | Courlans, Courlaoux, Macornay, Messia-sur-Sorne, Perrigny |
| 1 (+1 suppléant)      | les 25 autres communes                                    |

### Présidence
| Période                                  | Période  | Identité       | Étiquette | Qualité |
| ---------------------------------------- | -------- | -------------- | --------- | ------- |
| Les données manquantes sont à compléter. |          |                |           |         |
|                                          | 2020     | Patrick Elvezi |           |         |
| 2020                                     | En cours | Claude Borcard | PS        |         |

### Compétences
(septembre 2015).
La communauté d'agglomération assume les compétences dans plusieurs domaines.

### Compétences obligatoires
- Développement économique
- Aménagement de l'espace communautaire ; organisation des transports urbains
- Transports collectifs
- Equilibre social de l'habitat ; Politique du logement d'intérêt communautaire
- Politique de la ville
- Assainissement

### Compétences optionnelles
- Voiries d'intérêt communautaire
- Protection et mise en valeur de l'environnement
- Gestion d'équipements culturels d'intérêt communautaire
- Gestion d'équipements sportifs d'intérêt communautaire
- Petite Enfance

### Autres
- Tourisme
- Lutte contre l'incendie (géré par le SDIS)
- Actions de santé publique

### Régime fiscal et budget
Le régime fiscal de la communauté d'agglomération est la fiscalité professionnelle unique (FPU).